# Gymnázium Vítězslava Nováka
Gymnázium Vítězslava Nováka se nachází v Jindřichově Hradci. Na škole probíhá výuka čtyřletého a osmiletého všeobecného studia. 
Škola nabízí výuku cizích jazyků – angličtiny, němčiny, francouzštiny, španělštiny, ruštiny a latiny. Škola organizuje různé sportovní a kulturní aktivity. Žáci mohou využívat služeb rozsáhlé školní žákovské knihovny. Na škole působí pěvecký sbor Zanoty.

## Historie

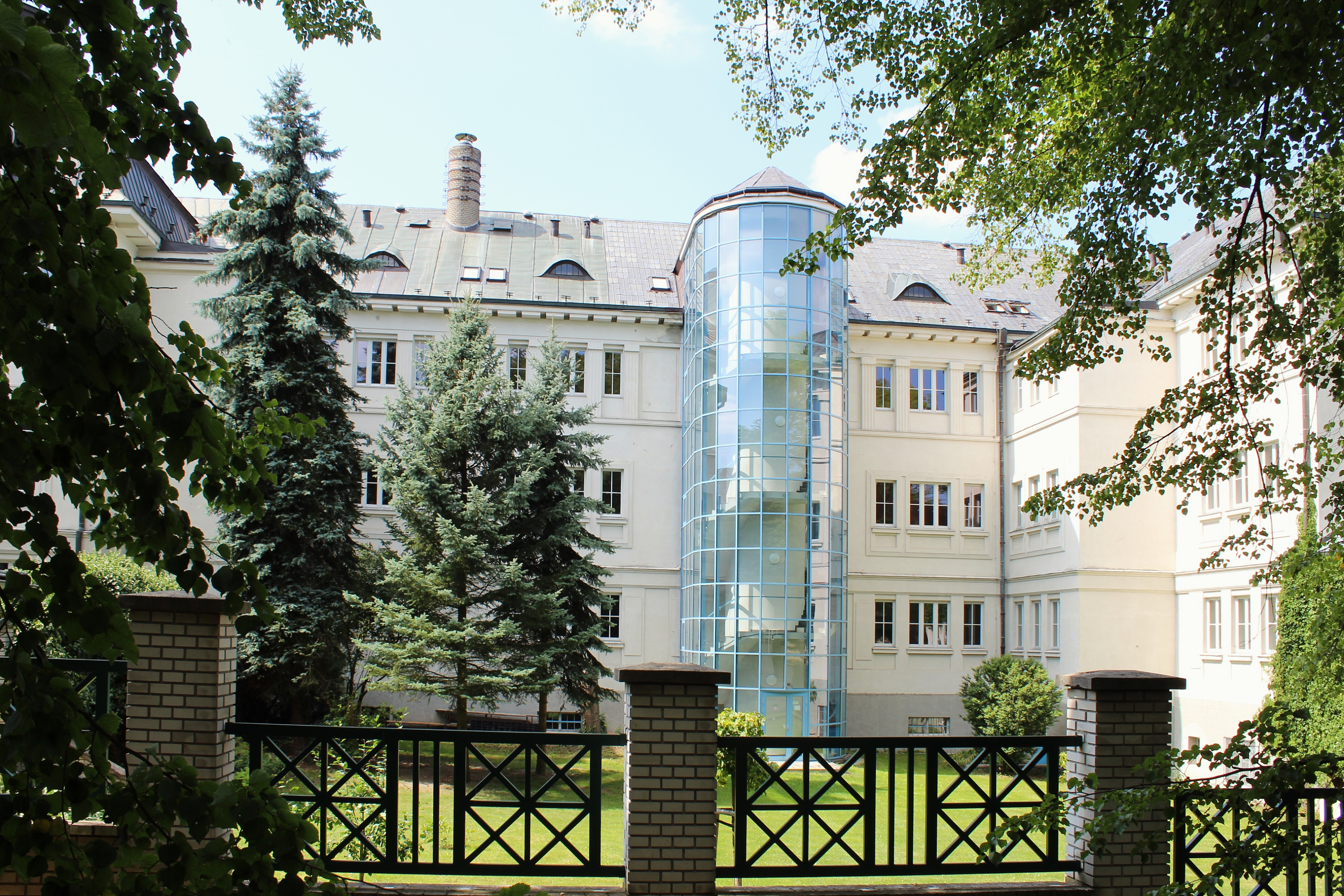
Gymnázium

Školu založil císařský nejvyšší kancléř Adam II. z Hradce zakládací listinou z roku 1594. Na myšlenku založení ho přivedla jeho manželka Kateřina z Montfortu, podporovatelka jezuitského řádu. 
Základní kámen byl položen 4. července 1595 a výuka byla zahájena již v srpnu 1595. Od roku 1602 bylo gymnázium úplné, pětitřídní. V roce 1608 byla dostavěna seminární budova. V letech 1688–1690 zde studoval František II. Rákóczi, pozdější sedmihradský kníže, maďarský národní hrdina a vůdce neúspěšného protihabsburského uherského povstání v letech 1703–1711. 
V roce 1773 byl jezuitský řád zrušen, což vedlo k zastavení výuky roku 1778 a budova byla poté přeměněna na kasárna. 
Teprve 9. listopadu 1807 bylo gymnaziální výuka obnovena. Škola se zapojila do procesu národního obrození. Čeština se na škole povinně vyučovala od roku 1848 a první studenti skládali maturitu v roce 1851. 
V roce 1862 se gymnázium přestěhovalo do budovy jezuitského semináře.
20. ledna 1921 byla staviteli Šonskému podle projektu architekta Bedřicha Bendelmayera zadána stavba nové budovy gymnázia. Vyučování v nové budově bylo zahájeno 1. září 1923. Roku 1940 muselo gymnázium budovu uvolnit Němcům a bylo přeloženo do Soběslavi. 
Po válce se vrátilo zpět do své budovy a přijalo název po bývalém žákovi Vítězslavu Novákovi. Od roku 1948 procházelo gymnázium neustálými změnami. Od prvního září 1969 bylo zahájeno studium čtyřletého gymnázia. 
Po roce 1989 došlo k obnovení víceletých gymnázií. První žáci nastoupili do víceletého gymnázia v roce 1992. 
V roce 2010 byl dokončen projekt na půdní vestavbu, která zahrnovala nové schodiště, výtah a celkový bezbariérový přístup.

### Osobnosti gymnázia
V průběhu dlouhé historie zde působila řada významných osobností. Vyučoval zde např. Bohuslav Balbín. Mezi studenty patřili např. uherský šlechtic František II. Rákóczi, přírodovědec Jan Marcus Marci, skladatelé Bedřich Smetana a Vítězslav Novák, malíř Hanuš Schwaiger nebo filosof Stanislav Komárek. Viz seznam významných absolventů gymnázia.